# Contarinia acuta
Contarinia acuta är en tvåvingeart som beskrevs av Gagne 1984. Contarinia acuta ingår i släktet Contarinia och familjen gallmyggor. Inga underarter finns listade i Catalogue of Life.